# Saint-Jean-Pierre-Fixte
Saint-Jean-Pierre-Fixte är en kommun i departementet Eure-et-Loir i regionen Centre-Val de Loire strax norr om centrala Frankrike. Kommunen ligger i kantonen Nogent-le-Rotrou som tillhör arrondissementet Nogent-le-Rotrou. År 2022 hade Saint-Jean-Pierre-Fixte 269 invånare.

## Befolkningsutveckling
Antalet invånare i kommunen Saint-Jean-Pierre-Fixte
Referens:INSEE